# Safarirejse
En safarirejse betegner en rejse over land i Afrika. Ordet safari stammer fra det østafrikanske sprog swahili, hvor det betyder karavanerejse og fra det arabiske safar, der betyder rejse. Historisk betegnede en safari en mindre ekspedition, evt tilknyttet jagtaspekter (storvildtjagt). Men gradvis var det safarirejsernes adventure- eller eventyraspekter, der dominerede, og safari betegnede i vid udstrækning en eventyrrejse eller overdådig luksusrejse.
Begrebet safarirejse anvendes i dag om rejser gennem landområder i Afrika, som bringer turisterne ud i bushen blandt de store skarer af vilde dyr, som ikke mindst er kendetegnende for de østafrikanske savanneområder. Tidligere tiders hårdhændede storvildtjagt gik stærkt ud over dyrelivet i safariområderne, men meget omfattende indsatser inden for beskyttelse af naturen i form af bl.a. etablering af nationalparker og andre former for naturbeskyttelsesområder er med til at sikre disse områder for fremtiden.
Nutidens safari foregår således i biler, hvor taget kan hæves, og hvorfra dyrelivet kan iagttages og der kan skydes løs – med kameraer og videooptagere. Kun undtagelsesvist køres der uden for vejene, og camping foregår på specielt sikrede campingsites. Enkelte steder, hvor der er minimalt storvildt, er der mulighed for safari til fods, ellers foregår safari i dag inden for rimeligt faste rammer, der sikrer en omfattende lokal beskæftigelse, gode muligheder for at også almindelige turister kan opleve livet på den afrikanske savanne samtidig med at naturen bestyttes.
Ordet safari anvendes derudover i stigende omfang som betegnelse for andre typer af oplevelsesorienterede rejseformer, deriblandt ballonsafari, hvalsafari, delfinsafari, m.m. 